# Johanneskirche (Oberberken)

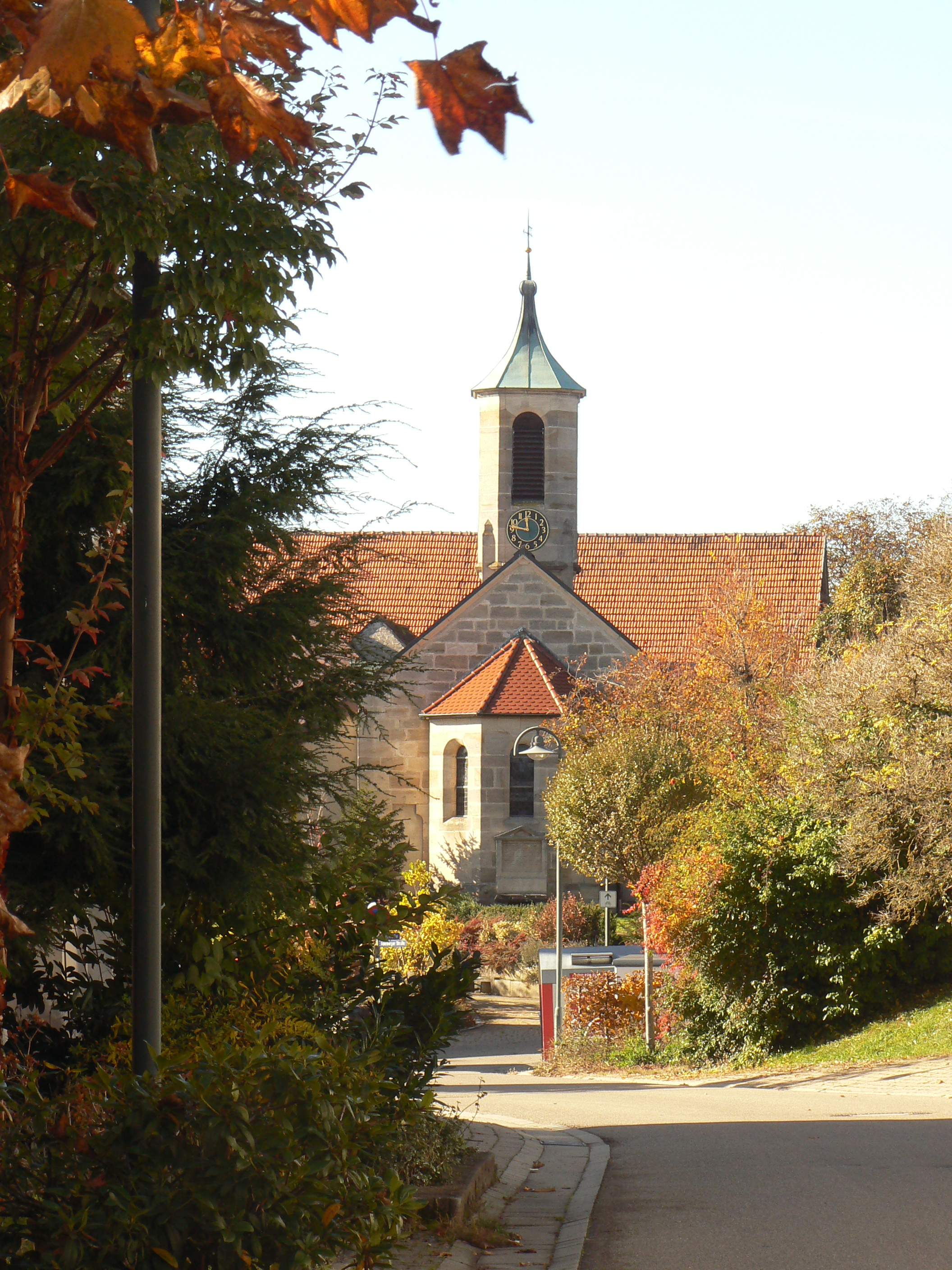
Johanneskirche in Oberberken

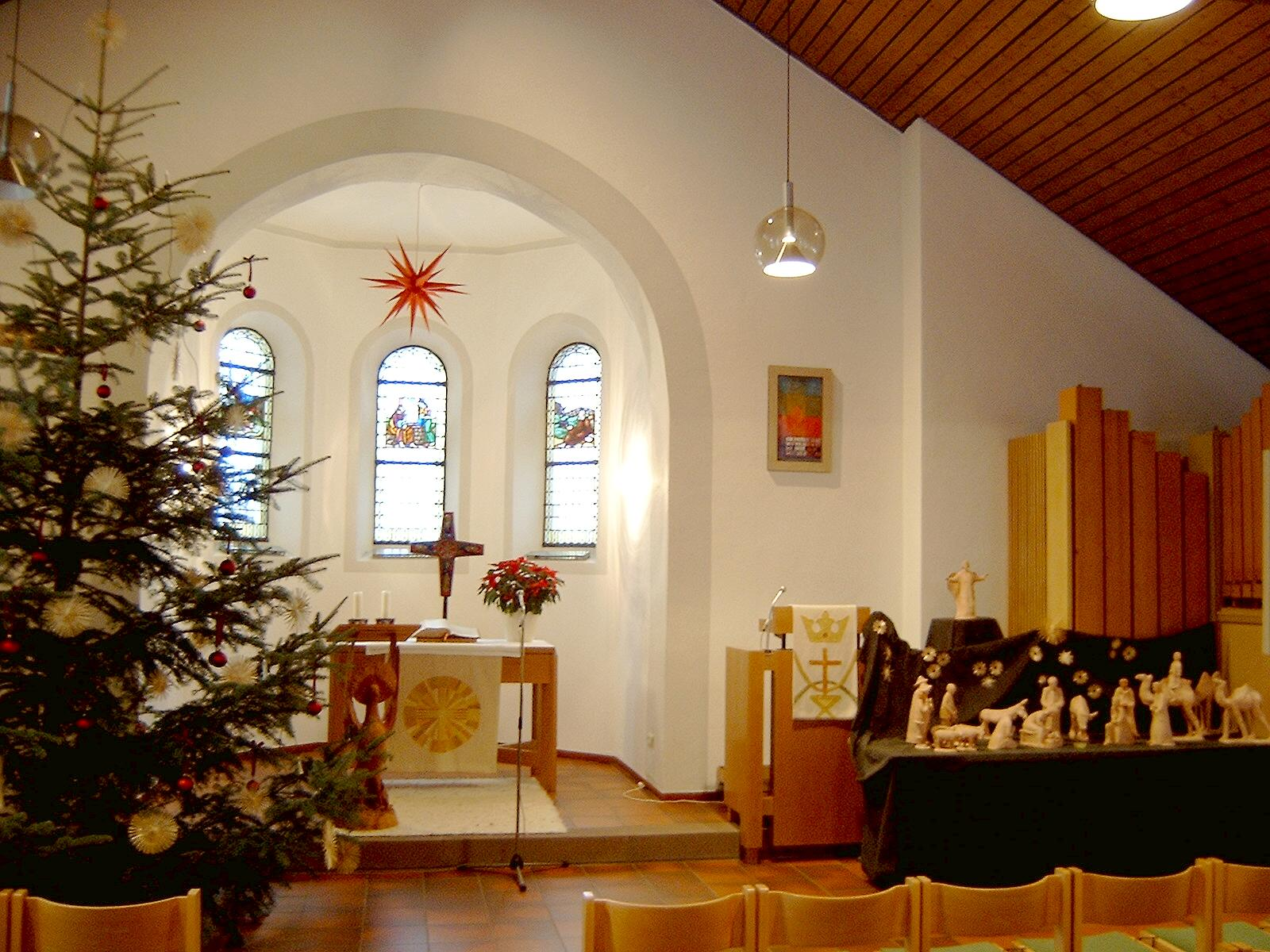
Innenansicht

Die evangelische Johanneskirche steht in Oberberken, einem Stadtteil von Schorndorf im Rems-Murr-Kreis in Baden-Württemberg. Das Bauwerk ist beim Landesamt für Denkmalpflege Baden-Württemberg als Baudenkmal eingetragen. Die Kirchengemeinde gehört zum Kirchenbezirk Schorndorf der Evangelischen Landeskirche in Württemberg.

## Beschreibung
Die Saalkirche wurde 1858/59 nach einem Entwurf von Christian Friedrich von Leins aus Quadermauerwerk erbaut. Sie besteht aus einem Langhaus, einem eingezogenen, dreiseitig geschlossenen Chor im Osten und einem in das Langhaus eingestellten Kirchturm im Westen, dessen oberstes Geschoss mit abgeschrägten Ecken die Turmuhr und den Glockenstuhl mit zwei Kirchenglocken enthält. Darauf sitzt ein geschwungenes Zeltdach.